# Olympische Sommerspiele 2012/Teilnehmer (Bosnien und Herzegowina)
| Gelbes Symbol für Goldmedaillen mit stilisierten Olympischen Ringen | Graues Symbol für Silbermedaillen mit stilisierten Olympischen Ringen | Braundes Symbol für Bronzemedaillen mit stilisierten Olympischen Ringen |
| ------------------------------------------------------------------- | --------------------------------------------------------------------- | ----------------------------------------------------------------------- |
| —                                                                   | —                                                                     | —                                                                       |

Bosnien und Herzegowina nahm in London an den Olympischen Spielen 2012 teil. Es war die insgesamt sechste Teilnahme an Olympischen Sommerspielen. Das Olimpijski Komitet Bosne i Hercegovine nominierte sechs Athleten in vier Sportarten.
Fahnenträger bei der Eröffnungsfeier war der Judoka Amel Mekić.

## Teilnehmer nach Sportarten

### Judo
| Athleten   | Wettbewerb        | 1. Runde      | 1. Runde  | Achtelfinale  | Achtelfinale  | Viertelfinale | Viertelfinale | Hoffnungsrunde Halbfinale | Hoffnungsrunde Halbfinale | Halbfinale    | Halbfinale    | Hoffnungsrunde Finale | Hoffnungsrunde Finale | Finale        | Finale        | Rang |
| Athleten   | Wettbewerb        | Gegner        | Ergebnis  | Gegner        | Ergebnis      | Gegner        | Ergebnis      | Gegner                    | Ergebnis                  | Gegner        | Ergebnis      | Gegner                | Ergebnis              | Gegner        | Ergebnis      | Rang |
| ---------- | ----------------- | ------------- | --------- | ------------- | ------------- | ------------- | ------------- | ------------------------- | ------------------------- | ------------- | ------------- | --------------------- | --------------------- | ------------- | ------------- | ---- |
| Männer     |                   |               |           |               |               |               |               |                           |                           |               |               |                       |                       |               |               |      |
| Amel Mekić | Klasse bis 100 kg | Hwang Hee-tae | 0002-0021 | ausgeschieden | ausgeschieden | ausgeschieden | ausgeschieden | ausgeschieden             | ausgeschieden             | ausgeschieden | ausgeschieden | ausgeschieden         | ausgeschieden         | ausgeschieden | ausgeschieden | 17   |

### Leichtathletik
| Athleten     | Wettbewerb | Vorlauf | Vorlauf | Halbfinale | Halbfinale | Finale | Finale | Rang |
| Athleten     | Wettbewerb | Zeit    | Rang    | Zeit       | Rang       | Zeit   | Rang   | Rang |
| ------------ | ---------- | ------- | ------- | ---------- | ---------- | ------ | ------ | ---- |
| Frauen       |            |         |         |            |            |        |        |      |
| Lucia Kimani | Marathon   | –       | –       | –          | –          | DNF    | DNF    | DNF  |

Springen und Werfen
| Männer      |             |         |    |               |               |    |
| Kemal Mešić | Kugelstoßen | 19,60 m | 12 | ausgeschieden | ausgeschieden | 24 |

### Schießen
| Athleten       | Wettbewerb                           | Qualifikation | Qualifikation | Finale        | Finale        | Ringe | Rang |
| Athleten       | Wettbewerb                           | Ringe         | Rang          | Ringe         | Rang          | Ringe | Rang |
| -------------- | ------------------------------------ | ------------- | ------------- | ------------- | ------------- | ----- | ---- |
| Männer         |                                      |               |               |               |               |       |      |
| Nedžad Fazlija | Luftgewehr 10 m                      | 585           | 44            | ausgeschieden | ausgeschieden | 585   | 44   |
| Nedžad Fazlija | Kleinkaliber Dreistellungskampf 50 m | 1149          | 38            | ausgeschieden | ausgeschieden | 1149  | 38   |
| Nedžad Fazlija | Kleinkaliber liegend 50 m            | 587           | 45            | ausgeschieden | ausgeschieden | 587   | 45   |

### Schwimmen
| Athleten       | Wettbewerb  | Vorlauf     | Vorlauf | Halbfinale    | Halbfinale    | Finale        | Finale        | Rang |
| Athleten       | Wettbewerb  | Zeit        | Rang    | Zeit          | Rang          | Zeit          | Rang          | Rang |
| -------------- | ----------- | ----------- | ------- | ------------- | ------------- | ------------- | ------------- | ---- |
| Frauen         |             |             |         |               |               |               |               |      |
| Ivana Ninković | 100 m Brust | 1:14,04 min | 1       | ausgeschieden | ausgeschieden | ausgeschieden | ausgeschieden | 41   |
| Männer         |             |             |         |               |               |               |               |      |
| Ensar Hajder   | 200 m Lagen | 2:05,70 min | 4       | ausgeschieden | ausgeschieden | ausgeschieden | ausgeschieden | 36   |